# Á Dungasandi
El Á Dungasandi es un estadio de fútbol ubicado en Sørvágur, Islas Feroe. El estadio tiene capacidad para 500 espectadores y está equipado con Césped artificial.
El estadio alberga los partidos de local del 07 Vestur, equipo de la Primera División de Islas Feroe.